# Hazor
Tell Hazor, Haṣor, Hatsor ou Hatzor (en hébreu תל חצור) est un tell situé sur le site de l'ancienne Hazor, dont les restes archéologiques sont parmi les plus grands et les plus riches de l'Israël moderne. Hazor était une ville située dans le nord de la Galilée, au nord du lac de Tibériade, entre Ramah et Qadesh, sur une élevation dominant le lac Merom (lac Semechonite de l'Antiquité) dans la vallée de la Houla.
En 2005, les vestiges de Hazor ont été inscrits à la liste du patrimoine mondial de l'UNESCO, en même temps que deux autres sites bibliques, Megiddo et Beer Sheva.
En juillet 2013, la découverte des pattes d'un sphinx égyptien portant le nom du pharaon Mykérinos a suscité la perplexité des spécialistes.
En 2016, le pied d'une statue en pierre d'un fonctionnaire égyptien datant du IIe millénaire av. J.-C. a été mise à jour. Des fouilleurs bénévoles venant du monde entier poursuivent les recherches chaque été.

## Dans les textes

### Les textes cunéiformes

#### Les tablettes de Hazor

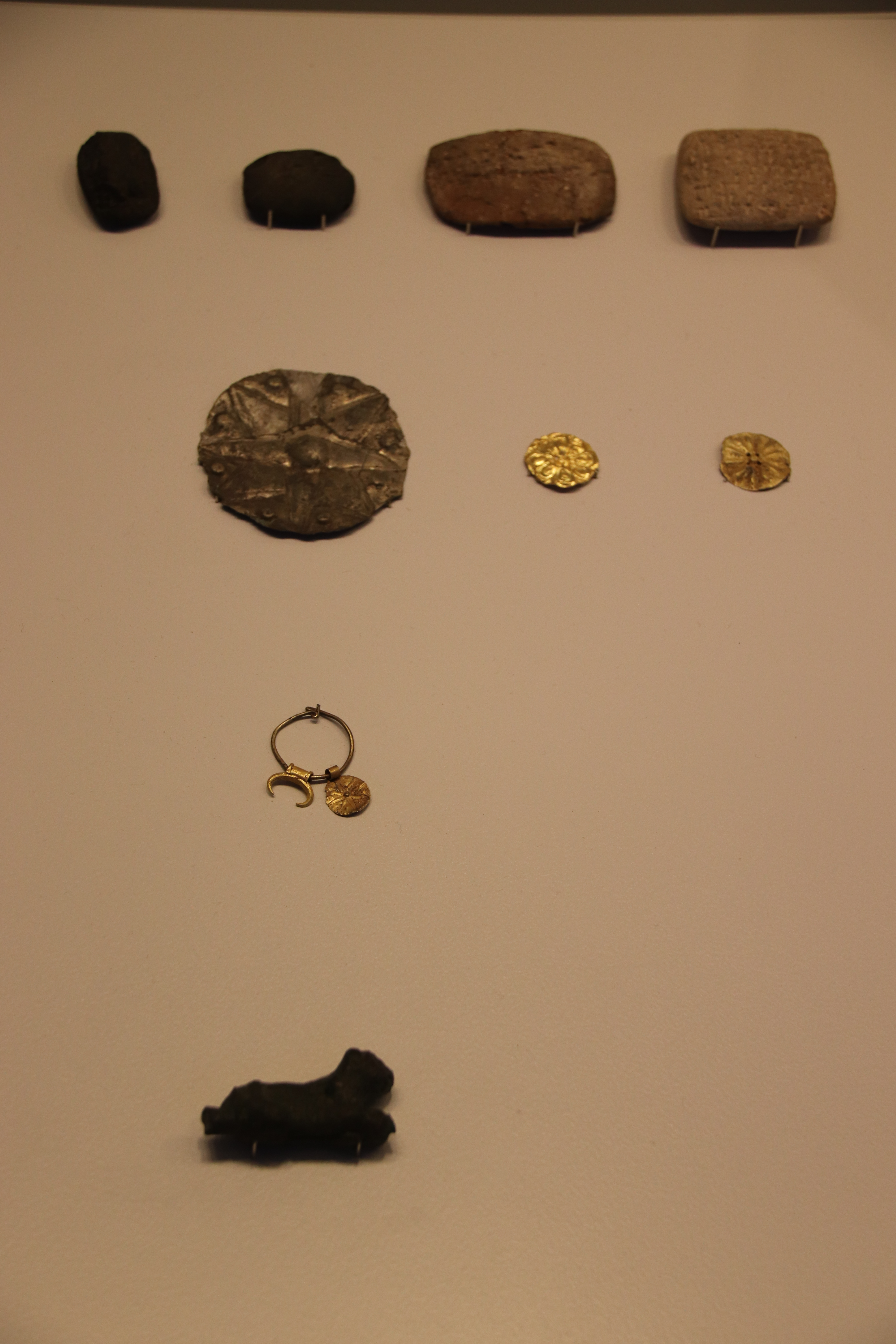
Tablettes et ornements en or provenant de Hazor, Musée d'Israël.

Hazor est le site qui a livré le plus de textes cunéiformes de tout le Proche-Orient, au nombre de 95 selon le décompte de W. Horowitz fait en 2013. Ce corpus est très diversifié, puisqu'en plus des textes administratifs on y trouve des inscriptions commémoratives, une liste lexicale, des textes scolaires, des lettres, un modèle de foie divinatoire inscrit, un traité de mathématiques et deux fragments de recueil de lois. Cela montre que ce site était pleinement intégré à la « culture cunéiforme ». Ces textes sont datés du Bronze Moyen et présentent des parallèles avec les archives de la même période mises au jour à Mari, de l'époque des dynasties amorrites, et de ceux du Bronze Récent, qui renvoient plutôt à l'époque des lettres d'Amarna de la correspondance « cananéenne », écrites certes en akkadien mais intégrant de nombreux éléments linguistiques du dialecte local.
Ainsi, les recueils de lois contenus sur deux tablettes mises au jour en 2010 près du palais situé sur l'acropole sont datés du Bronze Moyen, et donc plus ou moins contemporains des documents similaires connus en Mésopotamie. En premier lieu, il y a le Code de Hammurabi, dont ils suivent la même formulation casuistique (« Si ceci se produit, alors il faudra appliquer telle sentence ») et que l'on trouve aussi dans la Bible. Les sujets abordés présentent d'ailleurs des parallèles avec d'autres textes juridiques, comme la rétribution à payer au maître d'un esclave qui a été blessé. Ces ressemblances indiquent plus généralement la présence d'un système juridique similaire à celui des cités mésopotamiennes, comme déjà indiqué par la découverte des documentations juridiques.

#### Dans les archives de Mari
Hazor et Laish (Dan) sont les deux seules cités de Canaan mentionnées dans les archives de Mari. Une grande importance est accordée à Hazor, impliquant qu'il peut s'agir de la grande cité du Bronze Moyen, ce qui a des conséquences sur les datations :
1. la transition du Bronze Moyen IIA au Bronze moyen IIB, qui serait dans sa fourchette basse ou moyenne, vers 1800 ou plus tard[6]
2. l'âge des archives de Mari[6]
3. le règne de Hammourabi de Babylone, pour qui les chronologies hautes ne peuvent plus être maintenues[7].

L'une de ces lettres montre que des ambassadeurs du roi Hammourabi ont effectué un long séjour à Hazor. Cette ville est mentionnée parmi d'autres grandes cités comme Yamhad et Qatna, qui se trouvent sur la route commerciale entre Babylone et Hazor. Une autre lettre de Samsî-Addu, roi d'Assyrie, adressée à son fils Yasmah-Addu, roi de Mari, évoque le roi Yabni-Hadad avec quatre rois d'Amurru. Ibni-Adad étant mentionné plusieurs fois dans ces lettres, il est possible que ce soit un nom dynastique qui corresponde à l'appellation Yabin du livre biblique des Juges. La ville est enfin mentionnée à propos de commandes d'étain en grande quantité, ce qui confirme son importance comme centre de commerce majeur du croissant fertile. 
Des lettres destinées à Mari ont également été trouvées à Hazor. Elles commentent le commerce avec cette ville et témoignent d'importants échanges de produits, notamment de textiles.

### Les textes égyptiens

#### Les textes d'exécration
Hazor est citée dans les textes d'exécration du groupe Posener, datés de la XIIe ou XIIIe dynastie. Le nom de son dirigeant est Gti.

#### Les listes de conquête
Dans ces listes, qui établissent les villes conquises par un pharaon (ou parfois sous son contrôle), on trouve Hazor pour la première fois dans la liste de Thoutmôsis III. Pendant son règne, la ville est également citée à propos d'un envoi de bière. La liste d'Amenhotep II cite également Hazor, qui apparaît pour la dernière fois dans celle de Séthi Ier.

#### Les lettres d'El-Amarna
Ce sont les principales sources textuelles dont nous disposons pour la ville du Bronze récent. Le dirigeant de la ville y dispose d'un titre plus élevé que ceux des autres cités cananéennes. Le roi de Hazor semble diriger plus que sa seule cité, il est accusé devant le pharaon par les rois d'autres cités (Astharoth et Tyr) de leur avoir pris des villes, ainsi que de pactiser avec les Apirous.

### Dans la Bible
Hazor est mentionnée 18 fois dans la Bible. D'abord dans le livre de Josué, elle est présentée comme étant « autrefois la tête de tous ces royaumes », ce qui correspond tout à fait à la ville du Bronze Moyen et éventuellement du Bronze Récent. Son roi Yabin, dont le nom semble correspondre à celui cité dans les archives de Mari, rassemble une coalition pour s'opposer à l'armée de Josué. Mais Hazor est prise et brûlée. Selon la Bible, Hazor est l'une des trois seules villes détruites par Josué, les deux autres étant Jéricho et Ai. Ensuite le livre des Juges raconte une victoire progressive sous la direction de Débora des Israélites sur Jabin, roi de Hazor, qui amènera à une deuxième destruction de la ville. 
Dans le livre des Rois, la ville est citée parmi celles aménagées par Salomon, avec Guézer et Megiddo, ce qui alimentera la longue controverse sur le Xe siècle av. J.-C. et la monarchie. En 2 Rois 15.29, la Bible rapporte la prise de la ville par Teglath-Phalasar III, roi d'Assyrie. 
La ville pourrait également porter les traces d'un grand tremblement de terre mentionné dans les livres d'Amos (1:2) et d'Isaïe (2:19, 21).

## Le site archéologique
Le site a été identifié à la Hazor biblique par J.L. Porter en 1875. En 1926, John Garstang est le premier à y entreprendre des fouilles archéologiques. 
Depuis, il y a eu plusieurs campagnes de fouilles archéologiques, à commencer par celle financée par James Armand de Rothschild et dirigée par Yigaël Yadin entre 1955 et 1958. Des archéologues israéliens renommés ont participé à cette campagne, notamment Yohanan Aharoni, M. et T. Dothan, R. Amiran et E. Stern. La campagne de fouilles reprit en 1968, toujours sous la direction de Yigaël Yadin, avec Amnon Ben-Tor et Yigal Shiloh. Les résultats ont été publiés dans une édition de cinq volumes par l'Israel Exploration Society. 
Les fouilles ont repris depuis 1990 sous la direction d'Amon Ben-Tor. C'est le plus vaste site archéologique d'Israël, s'échelonnant sur 3000 ans, divisé en deux parties distinctes - les archéologues y ont découvert 22 strates d'occupation. 
Le tell se trouve à un emplacement stratégique, au nord d'Israël, à 15 kilomètres au nord du lac de Galilée. Il contrôlait le passage de la route menant vers le nord. Il se compose d'une grande colline d'une surface de 12 hectares, la ville basse, surmontée d'une autre plus petite un peu plus haute, la ville haute.

### La ville haute
Elle est occupée depuis le Bronze Ancien jusqu'à la destruction de la ville au VIIIe siècle av. J.-C. Seules quelques traces d'occupation subsistent après cette date. 
La cité cananéenne est fortifiée depuis le Bronze Moyen II (~Années -1800) jusqu'à sa destruction à la fin du Bronze récent (au XIIIe siècle av. J.-C.). La ville israélite sera fortifiée au Fer II (~Xe siècle av. J.-C.) et le restera jusqu'à sa destruction au VIIe siècle av. J.-C.

### La ville basse
Pendant la période cananéenne, Hazor est d'une taille impressionnante, une grande surface est occupée en dessous de la ville haute, la cité s'étend sur 80 hectares. C'est la plus grande ville de Canaan, avec une population estimée à au moins 20 000 habitants. La ville basse est entourée d'un immense rempart fait principalement de terre surélevée. Elle commence au Bronze Moyen II, XIIIe siècle av. J.-C. et elle est détruite définitivement au XIIIe siècle av. J.-C.

### Les strates archéologiques

#### Bronze ancien
La strate XXI est construite sur du sol vierge, on y trouve quelques constructions et des poteries datées du Bronze Ancien II. 
La strate XX est typique du Bronze Ancien IIIA, avec des poteries que l'on appelle de style Khirbet Kerak. La strate XIX est dite post-Khirbet Kerak. 

#### Bronze Moyen
On trouve peu de traces du Bronze Moyen I, il semble y avoir une lacune à ce moment, qui constitue la strate XVIII. Quelques restes du Bronze Moyen II conduisent cependant à rajouter à la stratigraphie une strate pré-XVII. 
La strate XVII, qui remonte au début du XVIIIe siècle, voit l'essor de la ville : c'est le début du Bronze Moyen IIB. C'est la ville imposante citée dans les archives de Mari. On y trouve un grand palais (qui continuera d'être utilisé dans la strate suivante). Un mur massif entoure l'intérieur de la ville haute. 
Cette strate correspond à la strate 4 de la ville basse, construite sur du sol vierge. C'est le début de la très grande ville. On y a trouvé une jarre marquée d'une inscription en akkadien. 
La strate XVI, qui date du Bronze Moyen IIC, voit l'apparition d'un temple royal adjoint au palais. C'est la strate 3 de la ville basse, on trouve sous presque toutes les maisons de nombreuses jarres avec des squelettes d'enfants. Il pourrait s'agir de sacrifices humains, comme cela a d'abord été suggéré. Yadin trouve cela improbable à cause du très grand nombre d'enfants retrouvés (plusieurs par famille), et préfère attribuer ces morts à une épidémie. Dans les jarres se trouvent également des scarabées remontant à la période égyptienne des Hyksos. 
Toute la ville est détruite par une conflagration à la toute fin du Bronze Moyen (~1550 av. J-C.). Cette destruction fut d'abord attribuée aux Hyksos en fuite, mais il n'y a aucune preuve que les poursuivants égyptiens aient alors dépassé Sharuhenet soient remontés si loin au nord, et il est improbable que les Hyksos en fuite se soient attaqués à une ville de cette taille.

#### Bronze récent
Le temple de la strate XVI est reconstruit pendant la période de la strate XV, au Bronze Récent I. Une entrée faite d'imposants orthostats y est rajoutée. On est alors à la strate 2 de la ville basse, qui représente le sommet de la culture cananéenne de Hazor. Yadin pense que cette ville est contemporaine de Toutmosis III. 
La strate XIV est celle de la période des lettres d'el-Amarna. Le souverain de la ville est Abdi-Tischri. On y trouve des poteries mycéniennes MP IIIA, typiques du Bronze Récent IIA. Le temple de la strate précédente est laissé en ruines, mais plusieurs installations cultuelles sont construites autour. Dans la strate 1b de la ville basse on trouve de nombreux ateliers d'artisans, dont deux ateliers de poterie, associés à un temple. Deux masques, probablement utilisés lors de cérémonies ont été retrouvés, ainsi qu'un étendard en bronze recouvert d'argent, à l'effigie d'une déesse accompagnée de deux serpents. La ville est à nouveau détruite, peut-être par Séti Ier,.
Dans la strate XIII, (Bronze récent IIB) il y a peu de nouvelles constructions ; les ruines de la strate XIV sont réutilisées, on trouve beaucoup de maisons avec un plancher surélevé. Des statues égyptiennes ont été trouvées, peut-être apportées lors d'un vague d'égyptianisation après la conquête de Seti Ier. À la fin du XIIIe siècle, la ville est abandonnée et détruite, les statues sont défigurées et décapitées. Y. Yadin et A. Ben-Tor attribuent cette destruction aux Israélites.

#### Âge du fer
Pendant le Fer I (~1200-1000), la ville n'est pratiquement pas occupée. La strate XII présente de faibles traces d'occupation : des silos, des fondations pour des tentes, une population semi-nomade. Les poteries sont typiques de ce que l'on trouve à cette époque dans les modestes installations israélites de Haute-Galilée. La situation est semblable à celle de Megiddo VIIA et Tel-Dan VI-V.
Quelques traces d'installations permanentes israélites apparaissent dans la strate XI. 
Le Fer II (~1000) voit l'apparition de la première vraie cité israélite. La strate X voit apparaître un mur à casemates qui entoure toute la ville (double muraille séparée par des chambres), d'une citadelle et d'une porte monumentale à six chambres. La ville n'occupe que la moitié de la ville haute. Sur des critères stratigraphiques, Yadin y voit la ville de Salomon. Cela l'amène à chercher et à trouver des constructions similaires, en particulier des portes monumentales, à Gezer et à Megiddo (VA-IVB). Cette interprétation est contestée par I. Finkelstein et sa basse chronologie, qui préfère y voir une ville du temps des Omrides. 
Les constructions de la strate IX sont de relativement moins bonne qualité. 
La strate VIII présente une intense phase de construction, dont un large bâtiment triparti à piliers, type d'entrepôt commercial que l'on retrouve sur plusieurs routes stratégiques et dont l'une des utilisations pourrait être de prélever des taxes d'import et ainsi marquer les frontières de l'Etat d'Israël à cette époque. Une autre citadelle est construite au-dessus de la précédente avec de nombreux bâtiments administratifs, ainsi qu'une nouvelle porte monumentale à quatre chambres. Cette ville occupe toute la partie haute. Il s'agit, d'après Yadin et Ben-Tor, de la ville de l'époque omride. 
Durant la période de la strate numéro VII, l'entrepôt est toujours utilisé et son sol est relevé. Elle est complètement détruite par Hazael qui entreprend une campagne en Palestine en 835,. 
La strate VI est détruite par un tremblement de terre, probablement à l'époque de Jéroboam II. Yadin estime qu'il pourrait s'agir du tremblement de terre dont parle le prophète Amos.
Cette strate est reconstruite pendant la strate V. La citadelle est améliorée. De larges défenses (dont un solide mur en retrait) sont construites face au nord, nécessitant parfois la destruction de bâtiments. La ville est finalement détruite par Teglath-Phalasar III en -735. C'est la destruction définitive de Hazor. 
Quelques maigres constructions se trouvent encore en strate IV, probablement par des Israélites revenus sur le site.
En strate III se trouve une citadelle assyrienne, La strate II correspond à la période perse et la strate I à la période hellénistique. 

## Discussions historiques

### Culture méditerranéenne à Hazor
La culture trouvée à Hazor présente beaucoup de similitudes avec celles situées plus au nord. Ainsi les temples sont-ils semblables à ceux d'Ebla et d'Alalakh, en particulier les orthostats en formes de lions. Le palais présente aussi de nombreux points communs avec celui d'Alalakh. 
L'une des plus importantes découvertes faites à Hazor est un ensemble de stèles, dont l'une présente deux mains tendues vers le ciel et surmontées d'un croissant de lune. Ces symboles présentent de nombreux parallèles avec d'autres liés au culte de Ba'al Hammon et de Tanit, en particulier à Carthage. Ces parallèles avec le monde punique se retrouvent également dans des masques en terre cuite et dans un étendard représentant une déesse tenant deux serpents surmontée elle aussi d'un croissant de lune. Ces masques permettent d'établir des parallèles entre les cultes du Moyen-Orient, les cultes puniques et ceux de Sparte.

### Le Sphinx de Mykérinos
Des fouilles menées à Hazor par l'Université Hébraïque de Jérusalem (Pr A. Ben-Tor, Pr Y. Yadin, Dr S. Zuckerman) ont mis au jour un fragment de sphinx égyptien. Une inscription hiéroglyphique gravée entre ses pattes antérieures contient le nom du roi égyptien Mykérinos (~2500 av. J-C.). Outre le nom du roi, l’inscription mentionne l'expression «aimé par la manifestation divine… qui lui a donné la vie éternelle». Selon A. Ben-Tor et S. Zuckerman, ce texte indique que le sphinx est probablement originaire de la ville d'Héliopolis, au nord du Caire. Le sphinx a été découvert dans la couche de destruction de Hazor qui date du XIIIe siècle av. J.-C., à l'entrée du palais de la ville. Il est très improbable que le sphinx ait été amené à Hazor à l'époque de Mykérinos, car on n'a aucune trace de relation entre l'Égypte et Canaan au IIIe millénaire av. J.-C. La statue a plus probablement été apportée au IIe millénaire av. J.-C., sous la dynastie des rois hyksôs originaires de Canaan. Elle a également pu arriver entre les XVe et XIIIe siècles av. J.-C., lorsque Canaan était sous domination égyptienne, comme un présent d'un roi égyptien au roi de Hazor, ville la plus importante du sud du Levant à cette époque.

### Hazor et la conquête
La Bible mentionne deux destructions de Hazor par les Israélites : d'abord pendant la conquête de Josué (Josué 11), ensuite sous la conduite de Débora (Juges 4). 
Y. Yadin pensait que la destruction finale de la ville cananéenne était la seule qui eut lieu, celle de Déborah étant une reprise de la même histoire racontée une seconde fois. D'autres ont pensé que les deux histoires ont été inversées.
L'égyptologue Kenneth Anderson Kitchen a exprimé en 2003 une opinion semblable, réduisant de plusieurs centaines d'années l'histoire du livre des Juges. 
J. Bimson a proposé une autre version qu'il estime plus fidèle au récit biblique : la cité de la strate XVI serait celle détruite par la campagne de Josué et la destruction finale de la strate XIII serait celle du livre des Juges. 
L'école dite minimaliste, dans la lignée de celle de Stockholm, refuse toute historicité au récit biblique.
Plus récemment, Ben-Tor a défendu que la destruction de la dernière cité cananéenne est bien due aux Israélites mentionnés sur la stèle de Merenptah.

### Hazor et le règne de Salomon
Yadin a proposé pour plusieurs raisons archéologiques que la strate X était celle de Salomon. Cette hypothèse est contestée par I. Finkelstein, qui défend sa chronologie basse et pour qui il s'agirait plutôt de la ville du roi biblique Achab. Ben-Tor a montré les problèmes que cette vision représentait, et depuis Ben-Tor et Ben-Ami ont de nouveau publié sur le sujet,. De son côté, Amihai Mazar estime que : 

« les trois strates principales ont été datées des Xe et IXe siècle av. J.-C. Avec sa porte à triple tenaille, la strate X daterait du règne de Salomon, la strate IX de l'époque entre Salomon et Achab, et la strate VIII de la dynastie omride, après Achab. Quatre strates supplémentaires sont attribuées à la centaine d'années séparant la fin de la dynastie omride de la conquête assyrienne. Cet ensemble constitue la meilleure stratigraphie de l'âge du fer au Nord d'Israël. De nouvelles fouilles, effectuées ces quinze dernières années par Amnon Ben-Tor, de l'université de Jérusalem, corroborent ce schéma de Yadin. »